# Луан Патрик
Луа́н Па́трик Вьедха́упер (порт.-браз. Luan Patrick Wiedthauper); родился 20 января 2002 года, Каразинью, штат Риу-Гранди-ду-Сул) — бразильский футболист, защитник клуба «Атлетико Паранаэнсе», на правах аренды выступающий за «Америку Минейро».

## Клубная карьера
Луан Патрик — воспитанник клубов «Интернасьонал», «Жувентуде», «Фигейренсе» и «Атлетико Паранаэнсе». 9 февраля 2020 года в поединке Лиги Паранаэнсе против «Каскавела» он дебютировал в составе последних.
В 2021 году вместе со своей командой завоевал Южноамериканский кубок. Луан Патрик в победной кампании трижды попадал в заявку на матчи и однажды вышел на замену в конце игры против «Америки Кали». В сентябре получил травму и пропустил оставшуюся часть сезона.

## Международная карьера
В 2019 году в составе юношеской сборной Бразилии Луан Патрик выиграл домашний юношеский чемпионат мира. На турнире он сыграл в матче против Чили, Канады, Новой Зеландии, Анголы, Италии, Франции и Мексики.

## Достижения
Клубные
 «Атлетико Паранаэнсе»
- Чемпион штата Парана (1): 2020
- Обладатель Южноамериканского кубка (1): 2021

Международные
 Бразилия (до 17)
- Победитель юношеского чемпионата мира (1): 2019